# Nadine Capellmann
Nadine Capellmann (née le 9 juillet 1965 à Würselen) est une cavalière de dressage allemande.

## Biographie
À l'âge de deux ans, on la met sur une selle. Son père, Kurt Capellmann, est le successeur de son oncle Richard Talbot, propriétaire de Waggonfabrik Talbot. De plus, il possède plusieurs écuries, cavalier de dressage et président de l'organisation du CHIO d'Aix-la-Chapelle. Il donne sa passion du cheval à Nadine et à sa sœur aînée Gina (de) qui deviennent ensemble des cavalières professionnelles.
Nadine Capellmann est l'épouse durant quelques années d'Ulrich Biffar, ancien directeur de Bain Capital, portant le nom de Nadine Capellmann-Biffar.
Nadine Capellmann sur Farbenfroh remporte aux Jeux olympiques de 2000 à Sydney la médaille d'or par équipe. Aux Jeux équestres mondiaux de 2002, elle est championne à la fois en individuel et par équipe. Elle avait déjà conquis le titre par équipe en 1998 avec Gracioso, mis à la retraite en 2003. Fin 2004, Farbenfroh doit être euthanasiée à cause d'une fracture du col du fémur après une opération.
Elle revient en compétition sur Elvis VA, qu'elle a acheté à Martin Schaudt en 2002, avec qui il remporte le tournoi de Nuremberg en 2004 (prix qu'elle avait déjà eu en 1999). En 2005, elle est de nouveau au niveau des Grands Prix grâce à l'entraînement de Klaus Balkenhol et Martin Schaudt, qui, après leur séparation amoureuse en octobre 2005, restera son entraîneur jusqu'à l'été suivant.
Toujours avec Elvis VA, Nadine Capellmann obtient avec l'équipe d'Allemagne le titre aux Jeux équestres mondiaux de 2006 à Aix-la-Chapelle puis aux Jeux olympiques d'été de 2008. Par ailleurs, entre ces deux titres, elle est la compagne de l'entraîneur fédéral Holger Schmezer, malgré une aventure avec Jürgen Koschel. En novembre 2008, elle revient auprès de l'entraînement de Klaus Balkenhol.
Pour continuer sa carrière, elle achète à Martin Schaudt la jument Girasol que voulaient aussi Andreas Helgstrand et Edward Gal.

## Palmarès

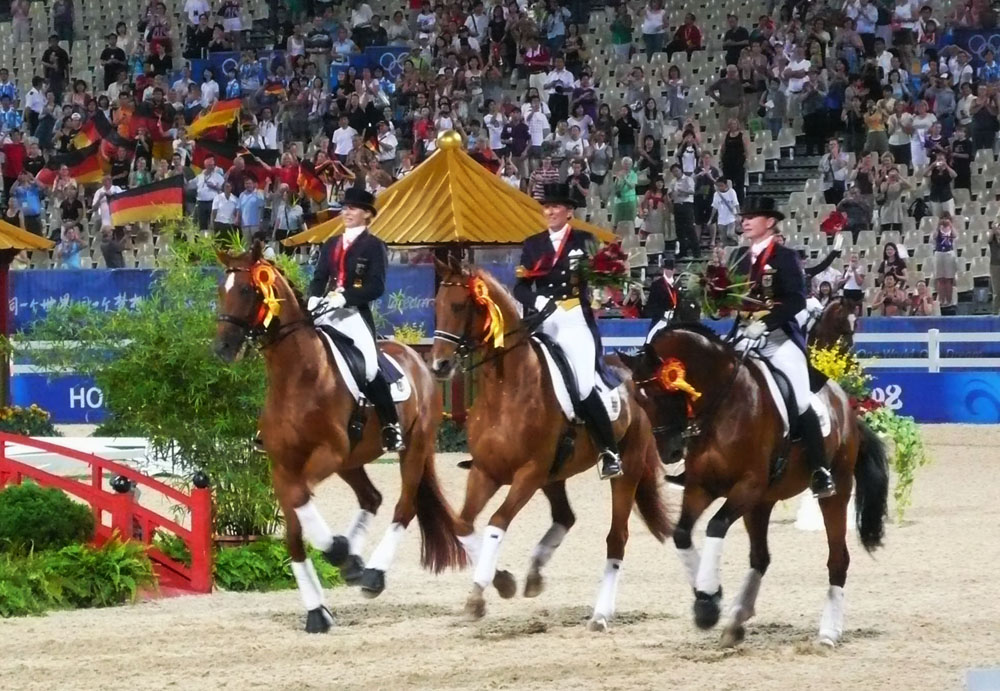
L'équipe d'Allemagne de dressage championne olympique à Pékin en 2008

### Jeux olympiques
- Jeux olympiques de 2000 à Sydney  Australie :
  -  Médaille d'or par équipe avec Farbenfroh.
- Jeux olympiques de 2008 à Pékin  Chine :
  -  Médaille d'or par équipe avec Elvis VA.

### Championnat du monde de dressage
- Jeux équestres mondiaux de 1998 à Rome  Italie :
  -  Médaille d'or par équipe
- Jeux équestres mondiaux de 2002 à Jerez de la Frontera  Espagne :
  -  Médaille d'or en individuel
  -  Médaille d'or par équipe
- Jeux équestres mondiaux de 2002 à Aix-la-Chapelle  Allemagne :
  -  Médaille d'or par équipe

### Championnat d'Europe de dressage
- 1997 à Verden,  Allemagne :
  -  Championne d'Europe par équipe
- 1999 à Arnhem,  Pays-Bas :
  -  Championne d'Europe par équipe
- 2001 à Verden,  Allemagne :
  -  Championne d'Europe par équipe
  -  Médaille de bronze en individuel
- 2007 à La Mandria,  Italie :
  -  Vice-championne d'Europe par équipe

### Championnat d'Allemagne
- Championne en 1999, 2001, 2002
- Vice-championne en 1998, 2001, 2007
- Médaille de bronze en 1994, 1997, 2003, 2006, 2008

## Source, notes et références
1. 1 2 3  Biographie de Nadine Capellmann, www.riderstour.de
2. ↑  Portrait: Gina Capellmann-Lütkemeier, www.mediencup.com
3. ↑  Girasol Sold to Nadine Capellmann, www.eurodressage.com

- (de) Cet article est partiellement ou en totalité issu de l’article de Wikipédia en allemand intitulé « Nadine Capellmann » (voir la liste des auteurs).